# Johann Gottlieb Lehmann (Philologe)
Johann Gottlieb Lehmann (* 25. Mai 1782 in Sonnewalde; † 30. Mai 1837 in Luckau) war ein deutscher Gymnasiallehrer und Altphilologe.

## Leben
Johann Gottlieb Lehmann wurde als Sohn des gleichnamigen Bürgermeisters Johann Gottlieb Lehmann (1753–1836) und dessen Ehefrau Johanne Renate Lehmann (1755–1838), Tochter des Superintendenten Richter in Sonnewalde geboren.
Er erhielt seinen ersten Unterricht vom Rektor Löscher in Sonnewalde. 1792 kam er an die Stadtschule Senftenberg, der damals der Rektor Benjamin Jentzsch vorstand. 1795 ging er an die Thomasschule zu Leipzig und erhielt, aufgrund seiner Geschicklichkeit im Gesang, eine Stelle im Alumnat; seine Lehrer dort waren Johann Friedrich Fischer, Friedrich Wilhelm Ehrenfried Rost, Johann Friedrich Jacob Reichenbach, Christian August Kriegel (1732–1803), Gottlob Leberecht Friedel (1761–1821) und Gottfried Tauber (1766–1825). In der Schule schloss er Freundschaft mit Karl Friedrich Salomon Liscovius, später Professor der allgemeinen Therapie und Arzneimittellehre an der Universität Leipzig, mit Amadeus Wendt, später Professor der Philosophie an der Universität Göttingen und Karl Heinrich Krahner (1779–1864), später Superintendent in Luckau und unterhielt diese freundschaftlichen Kontakte bis zu seinem Tode. Zum Abschluss der Schule widmete er die lateinische Abhandlung Explanatio loci e Ciceronis de Nat. Deor. dem damaligen Bürgermeister Heinrich Friedrich Innocenz Apel und dem Schulvorsteher Christian Gottlob Einert. Er verließ die Thomas-Schule 1802 um ein Theologie- und Philologie-Studium an der Universität Leipzig zu beginnen.
Während des Studiums in Leipzig wurde er durch seinen Großonkel Notar Vollbrechtshausen, Christian Gottlob Einert, seit 1802 Bürgermeister von Leipzig sowie Christian Daniel Beck, Professor an der Universität, besonders unterstützt, die ihm Freitische und Stipendien verschafften. Christian Daniel Beck vertraute ihm auch den Unterricht seiner Söhne an und er war Mitglied in dessen philologischem Seminar.
Während seines Studiums beschäftigte er sich besonders mit alten Sprachen sowie dem Erwerb der philosophischen Vorkenntnisse. Nachdem er die theologischen Studien begonnen hatte, beschäftigte er sich mit der Philologie und wandte diese auf die neutestamentliche Exegese an und suchte aus den Ergebnissen das System der Dogmatik zu bilden. Er hörte Vorlesungen bei Friedrich August Carus (Psychologie, philosophische Moral, Geschichte der Philosophie), Carl Friedrich Hindenburg (Experimentalphysik), Christian Gottlieb Seydlitz (Metaphysik), Johann Georg Eck (Literaturgeschichte), Christian Daniel Beck (allgemeine Geschichte, Hermeneutik und römische Altertümer, Erklärung griechischer und römischer Schriftsteller, Exegese und Kirchengeschichte), Gottfried Hermann (Erklärung griechischer und römischer Schriftsteller), Christian Gottlieb Kühnöl (Hebräisch) und bei Johann August Heinrich Tittmann (Symbolik), dessen philologischer Gesellschaft er ebenfalls als Mitglied angehörte.
1805 wurde er zum Magister ernannt und bestand das theologische Kandidaten-Examen in Dresden bei Johann August Heinrich Tittmann und Franz Volkmar Reinhard. Er nahm darauf eine Hauslehrerstelle bei Friedrich von Bülow (1760–1831) in Beyernaumburg an, um dessen einzigen Sohn zu unterrichten.
1808 erfolgte seine Berufung als Konrektor an das Lyzeum in Luckau, nachdem er sich hierum auf Anraten seines Freundes Karl Heinrich Krahner, der inzwischen Diakon in Luckau war, beworben hatte; bei seiner Einstellung stand Johann Daniel Schulze (1777–1856) dem Lyzeum als Rektor vor. 1820 wurde er auf Empfehlung des Rektor Friedrich Wilhelm Ehrenfried Rost als dritter Lehrer wieder an die Thomasschule in Leipzig berufen, zugleich erhielt er das Amt des Bibliothekars der Ratsbibliothek. In dieser Zeit verkehrte er mit seinen Freunden Karl Friedrich Salomon Liscovius, Amadeus Wendt, Christian Friedrich Illgen (1786–1844), Professor an der Universität Leipzig und dem Prediger Wolf.
1822 wurde er als Nachfolger des Rektor Johann Daniel Schulze, der nach Duisburg ging, an das Gymnasium in Luckau berufen und erhielt 1829 den Titel eines königlichen Direktors sowie 1831 eine persönliche jährliche Zulage von 200 Reichstalern. Durch seine ununterbrochene Einwirkung erhielt das Gymnasium anfangs die vierte Oberlehrerstelle und 1832 ein neues Schulgebäude sowie zwei weitere neue Oberlehrerstellen für Mathematik und Physik.
Am 27. September 1811 heiratete er in 1. Ehe Christliebe Salome (* 1792; † 1821), die jüngste Tochter des verstorbenen Pastor Johann Christian Wilhelm Israel (1731–1809) in Luckau, hierdurch wurde sein Freund Karl Heinrich Krahner auch sein Schwager, weil dieser mit der ältesten Schwester seiner Ehefrau verheiratet war. Während ihrer zehnjährigen Ehe hatten sie zwei Söhne und vier Töchter, von denen ein Sohn und eine Tochter bereits kurz nach der Geburt starben.
Er heiratete in 2. Ehe Amalie, älteste Tochter des ehemals in Golßen tätigen, später in Naumburg lebenden Diakon, Johann Christian Karl Förtsch (1771–1842). Aus dieser Ehe gingen fünf Töchter hervor, von denen das dritte Kind bereits früh verstarb.

## Mitgliedschaften
Er war Mitglied in der Oberlausitzischen Gesellschaft der Wissenschaften sowie der historisch-theologischen Gesellschaft zu Leipzig.

## Schriften (Auswahl)
- Explanatio loci e Ciceronis de Nat. deor., I. II, c. 30 proposita a Johanne Theophilo Lehmanno. Lipsiae, 1802.
- Viro doctissimo Ioanni Theophilo Lehmanno matrimonium cum virgine Christliba Israel initum gratulari sund qui nomina sua subscripserunt. Vitebergae Seibt, 1811.
- Observationes nonnullae exeg. dogment. ad loc. Matth. XII., 27–32. Vitebergae 1811.
- Durch welche Erleichterungsmittel des Studirens macht sich ein Lehrer um seine Schule verdient? und durch welche versündigt er sich an ihnen? Im Wochenblatt für die Lausitz. 1811. Nr. 65
- Dialogi Deorum et Marini : in usum scholarum selecti; cum criticis contextus castigationibus, singulorum dialogorum concisis argument. et adnotationib. Lipsiae, 1815.
- Libellus de somno sive Vita Luciani. Lipsiae, Barth, 1818.
- Lukian von Samosata; Tiberius Hemsterhuis; Johann Friedrich Reitz; Johann Gottlieb Lehmann: Opera, graeca et latine; post Tiberium Hemsterhusium et Joh. Fredericum Reitzium denuo castigata, cum varietate lectionis, scholiis graecis, adnotationibus et indicibus edidit Johannes Theophilus Lehmann. Lipsia Weidmann 1822–1831.
- Lukianos. 1, Somnium. Lipsiae: Weidmann, 1822.
- Lukianos. 2, Deorum dialogi. Lipsiae: Weidmann, 1822.
- Lukianos. 3, Menippus sive, oraculum mortuorum consultum. Lipsiae: Weidmann, 1822.
- Lukianos. 4, Hermotimus sive de sectis. Lipsiae: Weidmann, 1823.
- Über diejenigen fremden Wörter in der deutschen Sprache, denen wir ein andres Geschlecht beilegen als sie in der Ursprache haben. Lübben, 1823.
- Lukianos. 5, Abdicatus. Lipsiae: Weidmann, 1825.
- Lukianos. 6, Imagines. Lipsiae: Weidmann, 1826.
- Dialogi mortuorum. Lipsiae, Apud I.A. Barth, 1827.
- Lukianos. 7, Icaromenippus sive Hypernephelus. Lipsiae: Weidmann, 1828.
- Lucubrationum sacrarum et profanarum. Lübben, 1828.
- Schulreden. Leipzig : Barth, 1828.
- Lukianos. 8, Adversus indoctum et libros multos ementem. Lipsiae: Weidmann, 1829
- Lukianos. 9, Saturnalia. Lipsiae: Weidmann, 1831
- Zu den im Jahre 1832 am Gymnasio zu Luckau zu haltenden Oster-Feyerlichkeiten ladet ganz ergebenst ein M. Johann Gottlieb Lehmann. Lübben: Driemel, 1832.
- Oratio, qua novarum gymnasii aedium dedicationem d. VII. Oct. 1832 publice celebravit auct (Ermahnungen, hauptsächlich für Lehrer, über eine falsche Weisheit unseres Zeitalters bei Einrichtung und Leitung der Gymnasien). Lübben: Entleutner, 1835.
- Das Evangelium in Gymnasien, in seinem Verhältnisse zur Wissenschaft beleuchtet. Leipz. 1838.